# Whiteheadpriset
Whiteheadpriset utdelas årligen av London Mathematical Society till flera matematiker som arbetar i Storbritannien och som är på ett tidigt stadium i sin karriär. Priset har uppkallats efter pinonjären inom teorin kring homotopi J. H. C. Whitehead.
Mera specifikt måste pristagare varit bosatta i Storbritannien den 1 januari utdelningsåret och måste ha fått sin utbildning i Storbritannien. Vidare måste kandidaterna ha mindre än 15 år på postdoktoral nivå och inte ha erhållit några andra utmärkelser från sällskapet.
När priset instiftades kunde högst två pristagare utses årligen, men 1999 ökades detta till fyra för att vidga priset "över hela matematiken, inklusive tillämpad matematik, matematisk fysik och matematiska aspekter på datorvetenskap".

## Listare över pristagare
- 1979 Peter Cameron, Peter Tennant Johnstone
- 1980 H. G. Dales, J. Toby Stafford
- 1981 Nigel Hitchin, Derek F. Holt
- 1982 John M. Ball, Martin J. Taylor
- 1983 Jeff Paris, Andrew Ranicki
- 1984 Simon Donaldson, Samuel James Patterson
- 1985 Dan Segal, Philip J. Rippon
- 1986 Terence Lyons, David A. Rand
- 1987 C. M. Series, Aidan H. Schofield
- 1988 S. M. Rees, P. J. Webb, Andrew Wiles
- 1989 D. E. Evans, Frances Kirwan, R. S. Ward
- 1990 Martin T. Barlow, Richard Taylor, A. J. Wassermann
- 1991 N. S. Manton, A. J. Scholl
- 1992 K. M. Ball, Richard Borcherds
- 1993 D. J. Benson, Peter B. Kronheimer, D. G. Vassiliev
- 1994 P. H. Kropholler, R. S. MacKay
- 1995 Timothy Gowers, J. Rickard
- 1996 John Roe, Y. Safarov
- 1997 Brian Bowditch, A. Grigor'yan, Dominic Joyce
- 1998 S. J. Chapman, Igor Rivin
- 1999 Martin Bridson, G. Friesecke, N. J. Higham, Imre Leader
- 2000 M. A. J. Chaplain, G. M. Stallard, Andrew M. Stuart, Burt Totaro
- 2001 M. McQuillan, A. N. Skorobogatov, V. Smyshlyaev, J. R. King
- 2002 Kevin Buzzard, Alessio Corti, Marianna Csörnyei, C. Teleman
- 2003 N. Dorey, T. Hall, M. Lackenby, M. Nazarov
- 2004 M. Ainsworth, Vladimir Markovic, Richard Thomas, Ulrike Tillmann
- 2005 Ben Green, Bernd Kirchheim, Neil Strickland, Peter Topping
- 2006 Raphaël Rouquier, Jonathan Sherratt, Paul Sutcliffe, Agata Smoktunowicz
- 2007 Nikolay Nikolov, Oliver Riordan, Ivan Smith, Catharina Stroppel
- 2008 Timothy Browning, Tamás Hausel, Martin Hairer, Nina Snaith
- 2009 Mihalis Dafermos, Cornelia Druţu, Robert James Marsh, Markus Owen
- 2010 Harald Helfgott, Jens Marklof, Lasse Rempe, Françoise Tisseur
- 2011 Jonathan Bennett, Alexander Gorodnik, Barbara Niethammer, Alexander Pushnitski
- 2012 Toby Gee, Eugen Vărvărucă, Sarah Waters, Andreas Winter
- 2013 Luis Alday, Andre Neves, Tom Sanders, Corinna Ulcigrai
- 2014 Clément Mouhot, Ruth Baker, Tom Coates, Daniela Kühn, Deryk Osthus